# قلعه حاجی رحمت‌الله
قلعه حاجی رحمت‌الله، روستایی از توابع بخش زاغه شهرستان خرم‌آباد در استان لرستان ایران است.

## جمعیت
این روستا در دهستان زاغه قرار دارد و براساس سرشماری مرکز آمار ایران در سال ۱۳۸۵، جمعیت آن ۷۶ نفر (۲۱خانوار) بوده‌است.